# Eric Wiebes

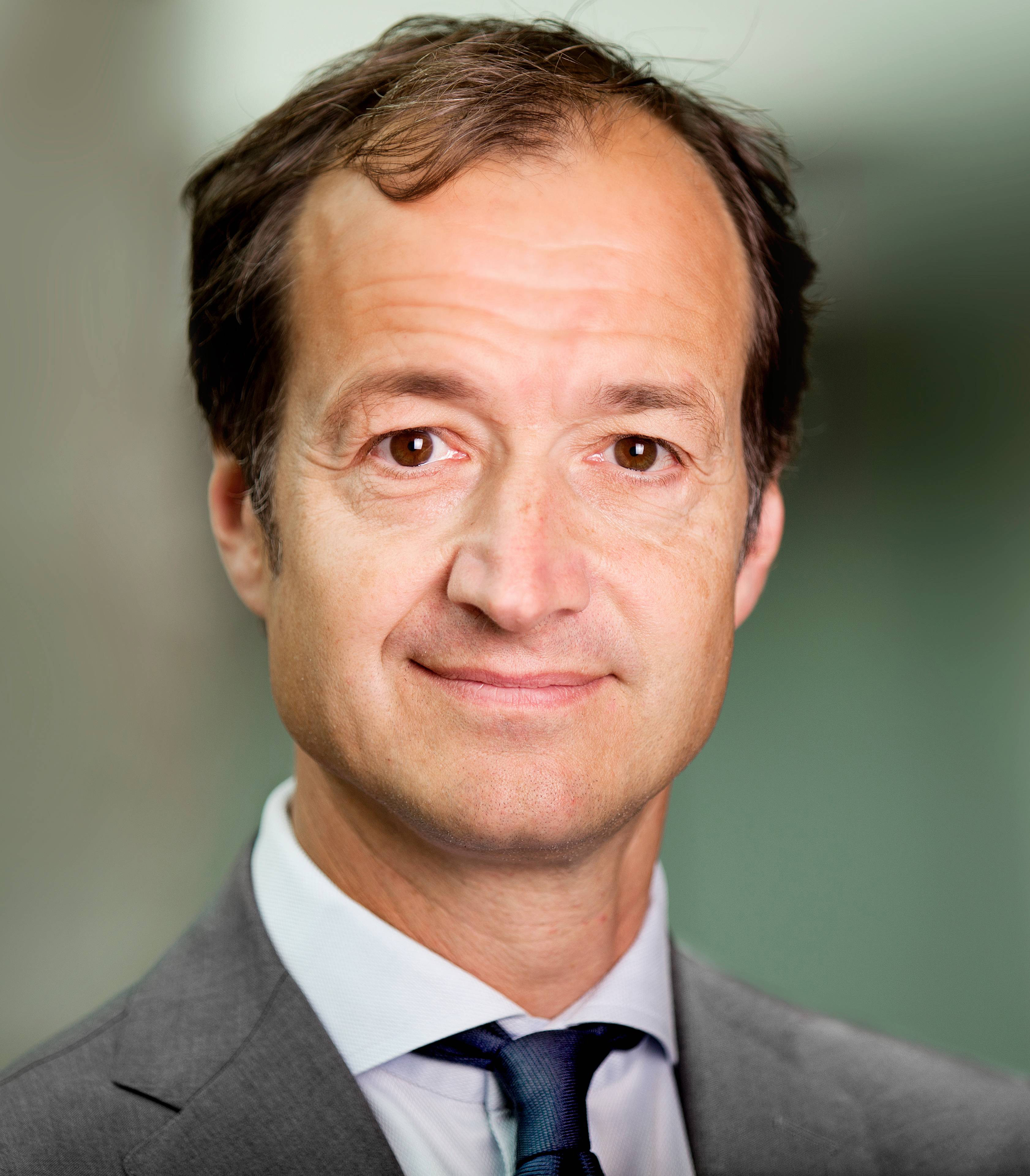
Eric Wiebes

Eric Wiebes (* 12. März 1963 in Delft) ist ein niederländischer Politiker der Volkspartij voor Vrijheid en Democratie (VVD). Er war vom 26. Oktober 2017 bis 15. Januar 2021 Minister für Wirtschaft und Klima im Kabinett Rutte III.

## Leben
Wiebes studierte Maschinenbau an der Technischen Universität Delft und erwarb später den akademischen Grad Master of Business Administration (MBA). Nach seinem Studium arbeitete er von 1987 bis 1989 für Shell. Danach arbeitete er als Berater bei McKinsey (1990–1992) und danach bei OC&C Strategy Consultants (1993–2004), von dem er seit 1996 Teilhaber war. 1983 wurde er Mitglied der VVD. Er war Mitglied des Wirtschaftsausschusses dieser Partei. Von 2004 bis 2010 war er im Ministerium für Wirtschaft tätig, in den letzten drei Jahren unter anderem als stellvertretender Generalsekretär.
Von 2010 bis 2014 war er für seine Partei Beigeordneter für Verkehr im Amsterdamer Stadtrat. Er beschäftigte sich unter anderem mit der „Noord/Zuidlijn“, Luftqualität und ICT. Von Februar 2014 bis Oktober 2017 war er Staatssekretär im Finanzministerium im Kabinett Rutte II.